# Anochetus diegensis
Anochetus diegensis är en myrart som beskrevs av Auguste-Henri Forel 1912. Anochetus diegensis ingår i släktet Anochetus och familjen myror. Inga underarter finns listade i Catalogue of Life.

## Bildgalleri

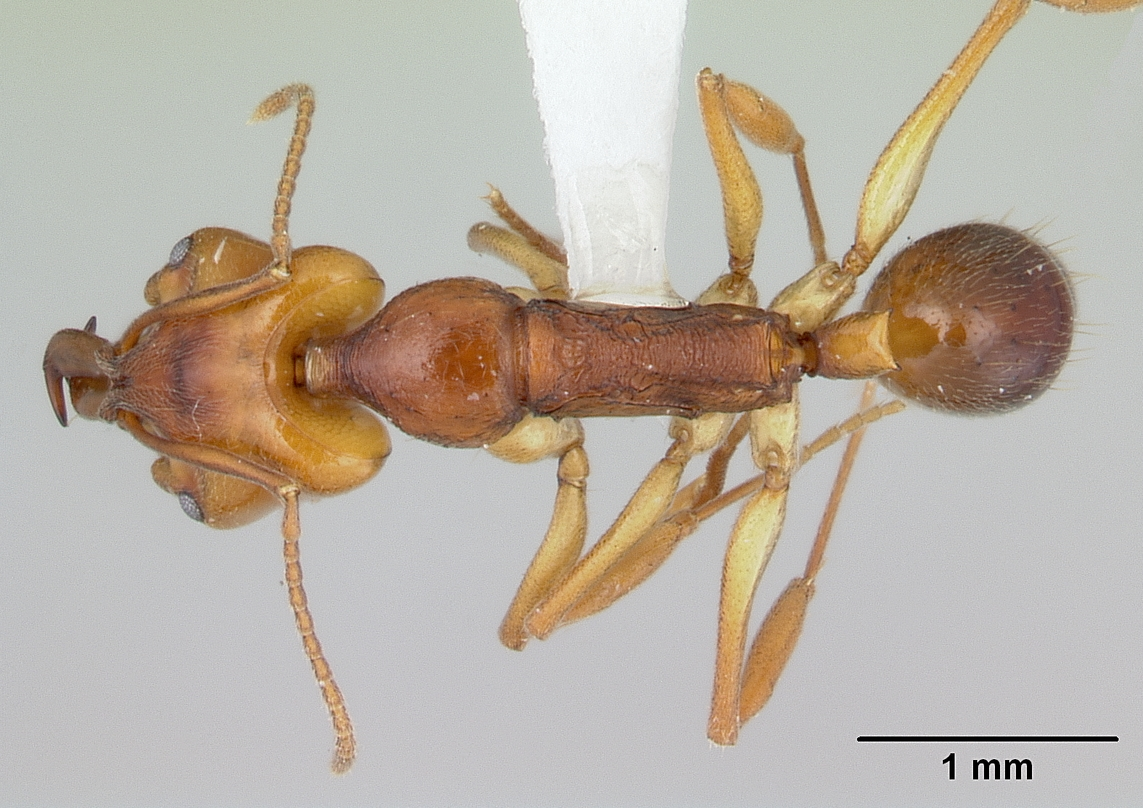
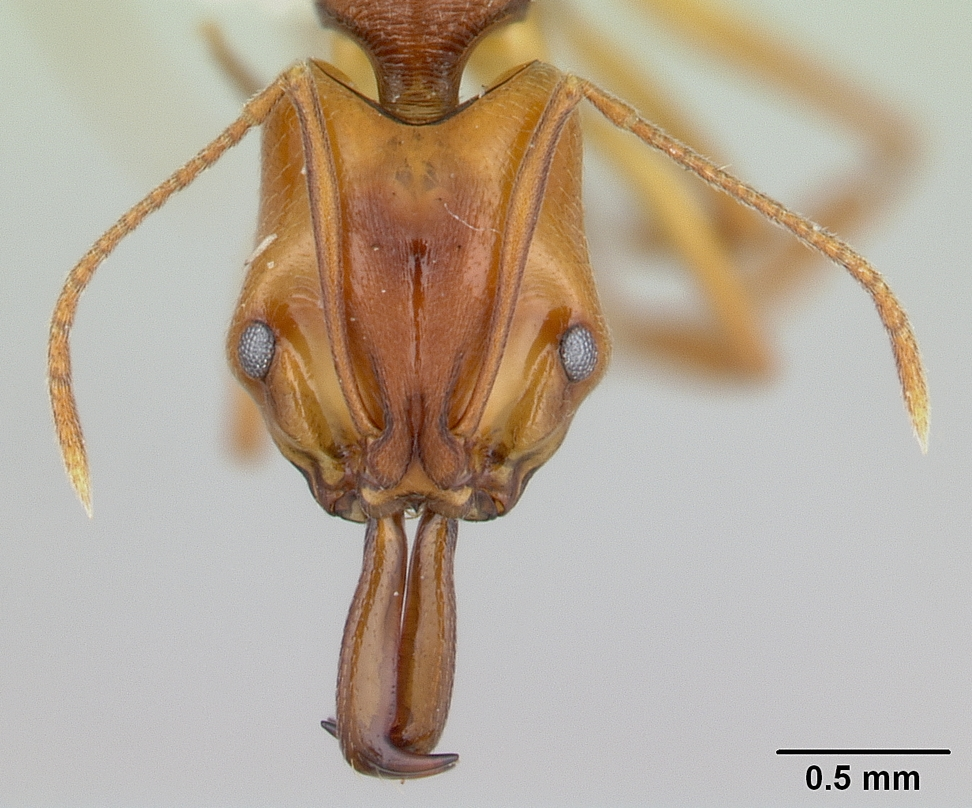
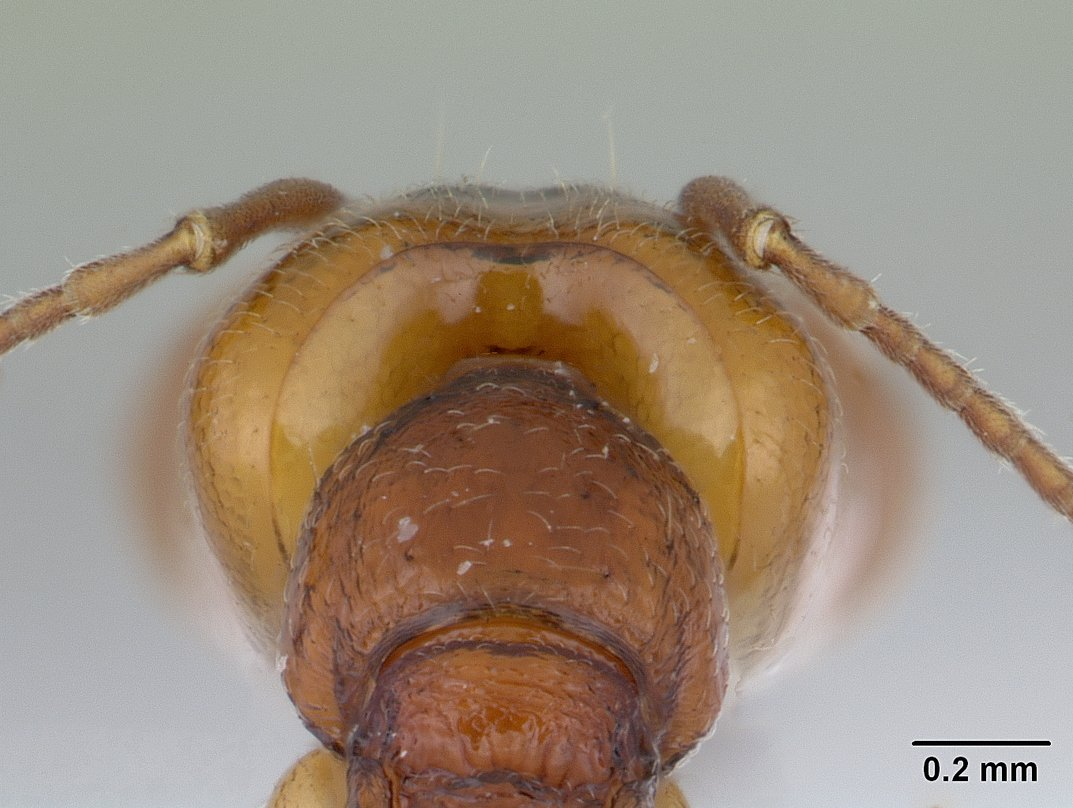
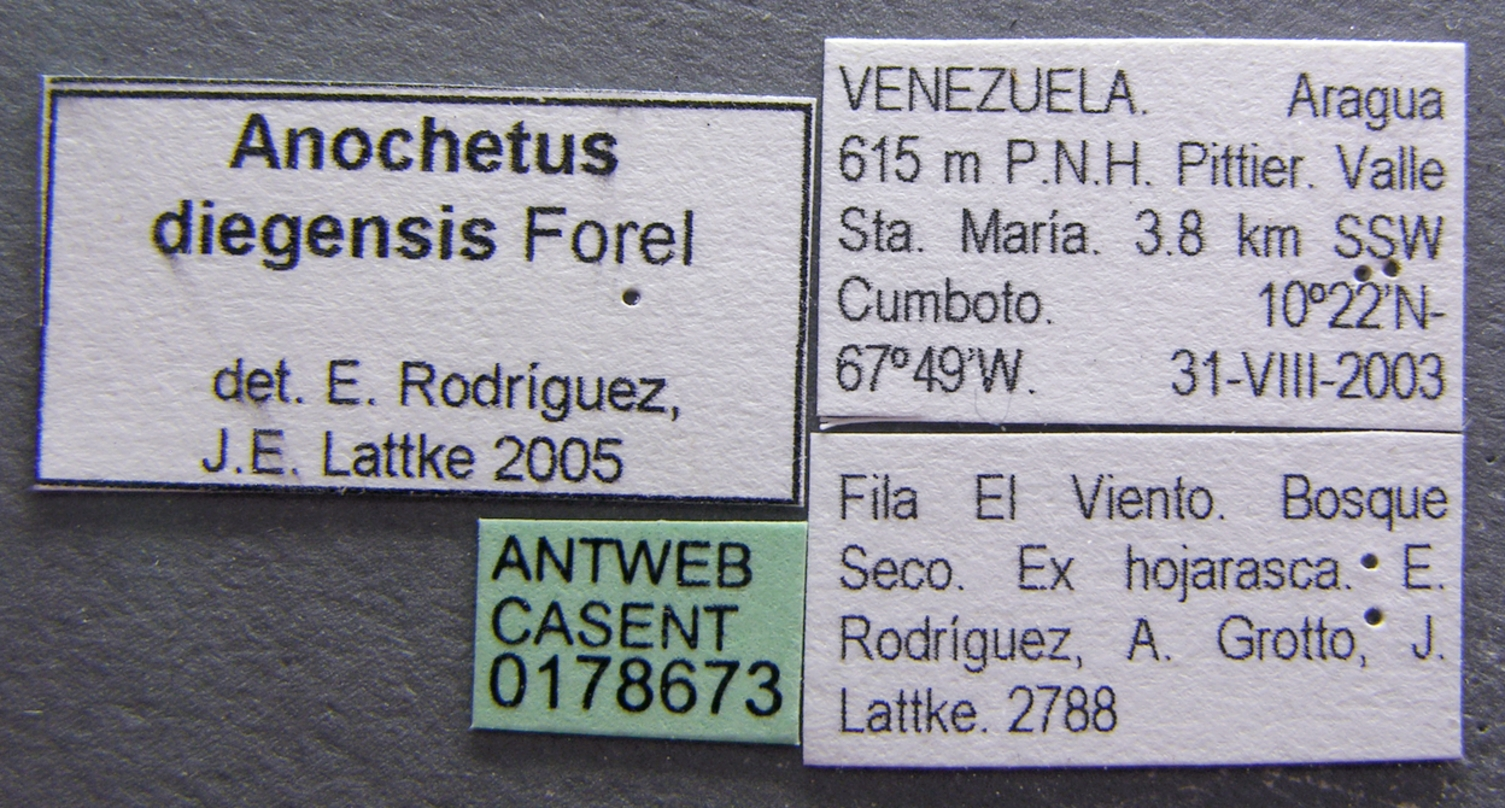
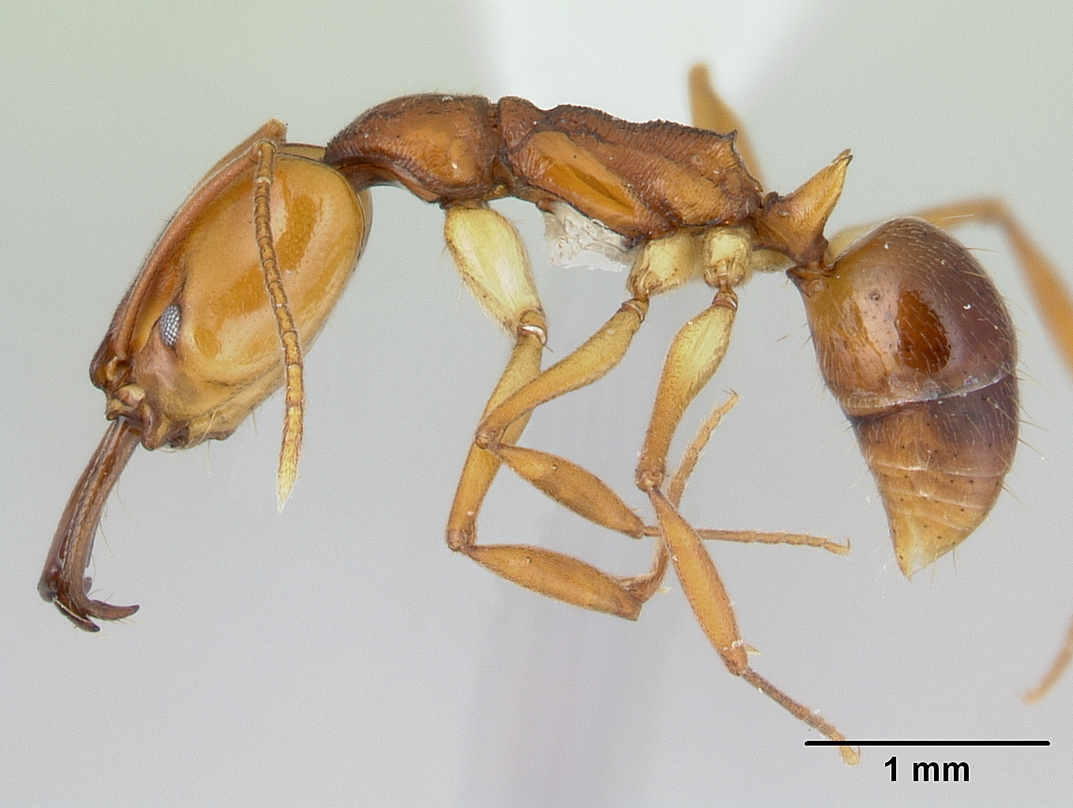